# Герб Шевченківського району (Харківська область)
Герб Шевче́нківського райо́ну — офіційний символ територіальної громади Шевченківського району Харківської області. Затверджений 24 квітня 2001 р. рішенням ХІІІ сесії ХХІІІ скликання Шевченківської районної ради.

## Опис
Герб району являє собою чотирикутний геральдичний щит із заокругленими нижніми кутами і загостренням в основі.
У почесній частині щита на зеленому полі покладені навхрест елементи символу Харківської області: золотий ріг достатку та золотий кадуцей. У середній частині щита на синьому полі, що символізує величність, красу, ясність, покладений золотий символ Сонця, на фоні якого — сніп пшениці, перев’язаний синьою стрічкою.
Права сторона щита  оповита золотим дубовим листям, а ліва  — колосками пшениці; дубове листя і колоски обвиті блакитною стрічкою.
Еталонні зразки герба містяться в Шевченківській районній раді та районній державній адміністрації.

## Використання герба
Герб району може розміщуватися на будинках та в приміщеннях районної ради, районної державної адміністрації, органів державної виконавчої влади та місцевого самоврядування.
Також герб району може розташовуватися на архітектурних спорудах й користуватися в святкових оформленнях, при виготовленні друкованої рекламно-сувенірної продукції, зображатись на бланках ділових паперів підприємств, закладів, організацій.
Використання зображення герба здійснюється за умови отримання дозволу, який видається головою районної ради або головою районної державної адміністрації. Дозвіл або письмова відмова з визначенням її причини видається протягом одного місяця з моменту подання заяви. Термін дії дозволу – 1 рік. Після закінчення терміну дії необхідно отримати дозвіл на наступний період.